# Крылов, Андрей Иванович (старообрядец)
Андре́й Ива́нович Крыло́в (1747—1810) — деятель поморской церкви.
По происхождению — архангельский мещанин. Старообрядец поморского толка, ревностный писатель против бракоборцев, близкий человек к Выгорецкому киновиарху Андрею Борисовичу, Павлу Любопытному и другим видным современным ему деятелям старообрядчества. Ему принадлежат пять крупных по объёму и высоко почитаемых старообрядцами посланий по разным догматическим вопросам, семь вопросов к Ионе монаху о таинстве законного брака и 11 вопросов ко всем староверческим церквам о некоторых обрядах в богослужении; были и другие его сочинения, но утрачены.
Его религиозно-полемические сочинения, в своё время пользовавшиеся среди старообрядцев, особенно Выгорецкой пустыни, большой популярностью, остались в рукописи.